# 马克·奥尔德肖
马克·奥尔德肖（英語：Mark Oldershaw，1983年2月7日—），加拿大男子皮划艇运动员。他曾代表加拿大参加2008年、2012年和2016年夏季奥林匹克运动会皮划艇比赛，其中2012年奥运会获得一枚铜牌。